# Franck Biancheri
Franck Biancheri (Nizza, 11 marzo 1961 – Parigi, 30 ottobre 2012) è stato un politico francese, attivista dell'integrazione europea, ideatore e ispiratore del progetto ERASMUS, fondatore e primo presidente, da giugno 2006, del partito politico europeo Newropeans, da presentare alle elezioni europee del 2009, in più stati, con lo stesso programma e lo stesso simbolo.

## Biografia
Fu grazie alla prima associazione studentesca europea Egee, oggi AEGEE ed anch'essa fondata nel 1985 da Franck Biancheri, se nel 1986-87 il presidente francese François Mitterrand si convinse ad appoggiare il progetto ERASMUS.
Nel 1998 ha fondato il think tank Leap/Europe2020 di cui era coordinatore. Questo pool di esperti fa studi economico-sociali, in particolare sulla crisi sistemica mondiale manifestatasi dal 2008.
Nel 2003 un sondaggio della rivista TIME Europe l'ha segnalato come uno dei top 20 "eroi" per essere un "campione francese per l'unità europea".
Viveva a Cannes e aveva una figlia.
È morto nel 2012, all'età di 51 anni, dopo una lunga malattia.